# Мирић
Мирић је српско-хрватско презиме, настало од мир. Значајни људи са презименом су:
- Воја Мирић (рођен 1933), српски глумац
- Марко Мирић (рођен 1987), српски фудбалер
- Митар Мирић (рођен 1957), певач босанских Срба